# Bouclier continental de rugby à XV 2016-2017
Navigation
2015-2016 2017-2018
Le Bouclier continental de rugby à XV 2016-2017 oppose pour la saison 2016-2017 dix équipes européennes de rugby à XV. La compétition est organisée en deux phases successives. Une première phase de poules se déroule en matchs aller-retour à la fin de laquelle sont issues les deux équipes ayant terminé en tête de leur groupe. La compétition se poursuit par deux matchs en aller-retour de barrage entre un vainqueur de poule et une équipe qualifiée en Challenge européen 2016-2017 issue des pays émergents. Enfin, depuis cette année les deux vainqueurs des barrages s'opposent dans une finale pour désigner le vainqueur de ce Bouclier continental de rugby à XV.

## Présentation

### Équipes en compétition
Le championnat entre parenthèses désigne le champion de l'année précédente.

#### Poules
- Rugby Rovigo (Eccellenza)
- Rugby Calvisano
- Petrarca Padoue
- Mogliano SSD
- Heidelberger RK
- Dendermonde RC (Bofferding Rugby League)
- El Salvador (División de Honor)
- Krasny Iar (Professionalnaïa Regbiïnaïa Liga)

#### Barrages
- Ienisseï-STM
- Timișoara Saracens (SuperLiga)

### Format
Les formations affrontent les équipes de l'autre poule avec deux matchs à domicile et deux matchs à l'extérieur pour chaque équipe. Quatre points sont accordés pour une victoire et deux pour un nul. De plus, un point de bonus est accordé par match aux équipes qui inscrivent au moins quatre essais et un point de bonus est octroyé au club perdant un match par sept points d'écart ou moins. Le vainqueur de chaque poule se qualifie pour les barrages et recevra lors du match aller. Les deux autres participants aux barrages sont les équipes issues des pays émergents qui sont qualifiées pour le Challenge européen de la saison en cours.

## Phase de poules

### Notations et règles de classement
Dans les tableaux de classement suivants, les différentes abréviations et couleurs signifient :
|  | Qualifiés pour les barrages. |

Attribution des points : victoire sur tapis vert : 5, victoire : 4, match nul : 2, forfait : -2 ; plus les bonus (offensif : au moins 4 essais marqués ; défensif : défaite par 7 points d'écart ou moins).
Règles de classement  :
- équipes dans la même poule : 1. points classement ; 2. points classement obtenus dans les matchs entre équipes concernées ; 3. points terrain obtenus dans les matchs entre équipes concernées ; 4. nombre d'essais marqués dans les matchs entre équipes concernées ; 5. différence de points ; 6. nombre d'essais marqués ; 7. plus bas nombre de joueurs suspendus/expulsés pour incident ; 8. tirage au sort
- équipes dans des poules différentes : 1. points classement ; 2. différence de points ; 3. nombre d'essais marqués ; 4. plus bas nombre de joueurs suspendus/expulsés pour incident ; 5. tirage au sort.

### Poule A

#### Classement
| Rang | Équipe          | J | V | N | D | Em | Ee | Bo | Bd | Pm  | Pe  | Diff | Pts |
| ---- | --------------- | - | - | - | - | -- | -- | -- | -- | --- | --- | ---- | --- |
| 1    | Krasny Yar      | 4 | 4 | 0 | 0 | 25 | 9  | 4  | 0  | 172 | 61  | +111 | 20  |
| 2    | Petrarca Padoue | 4 | 4 | 0 | 0 | 22 | 6  | 3  | 0  | 149 | 45  | +104 | 19  |
| 3    | Rugby Calvisano | 4 | 3 | 0 | 1 | 21 | 9  | 3  | 0  | 134 | 92  | +42  | 15  |
| 4    | Dendermonde RC  | 4 | 0 | 0 | 4 | 7  | 26 | 0  | 0  | 50  | 167 | -117 | 0   |

### Poule B

#### Classement
| Rang | Équipe          | J | V | N | D | Em | Ee | Bo | Bd | Pm  | Pe  | Diff | Pts |
| ---- | --------------- | - | - | - | - | -- | -- | -- | -- | --- | --- | ---- | --- |
| 1    | Mogliano SSD    | 4 | 2 | 0 | 2 | 20 | 18 | 4  | 0  | 129 | 124 | +5   | 12  |
| 2    | El Salvador     | 4 | 1 | 0 | 3 | 11 | 15 | 1  | 1  | 84  | 105 | -21  | 6   |
| 3    | Rugby Rovigo    | 4 | 1 | 0 | 3 | 7  | 13 | 1  | 1  | 72  | 95  | -23  | 6   |
| 4    | Heidelberger RK | 4 | 1 | 0 | 3 | 12 | 29 | 1  | 0  | 80  | 181 | -101 | 5   |

## Phase finale

### Barrages
| Équipe       | Aller   | Total   | Retour  | Équipe             |
| ------------ | ------- | ------- | ------- | ------------------ |
| Krasny Iar   | 12 - 17 | 39 - 35 | 27 - 18 | Timișoara Saracens |
| Mogliano SSD | 0 - 46  | 7 - 97  | 7 - 51  | Ienisseï-STM       |

#### Matchs aller
| 1er avril 2017 13 h 00 | Krasny Iar                                       | 12 - 17 (3 - 5) | Timișoara Saracens                                                                           | Stade de Roustavi, Roustavi Arbitre : Sean Gallagher |
| 1er avril 2017 13 h 00 | Pénalité(s) : 4 Malaguradze (33e, 42e, 57e, 71e) |                 | Essai(s) : 3 Căpățână (28e), Doyle (60e), Seniloli (74e) Transformation(s) : 1 Conache (74e) | Stade de Roustavi, Roustavi Arbitre : Sean Gallagher |
| 1er avril 2017 13 h 00 |                                                  |                 |                                                                                              | Stade de Roustavi, Roustavi Arbitre : Sean Gallagher |

| 1er avril 2017 14 h 30 | Mogliano SSD                        | 0 - 46 (0 - 24) | Ienisseï-STM | Stade Maurizio Quaggia, Mogliano 800 spectateurs Arbitre : Frank Murphy |
| 1er avril 2017 14 h 30 | Carton(s) jaune(s) : 1 D'Anna (48e) |                 | Essai(s) : 8 Mikhaltsov (2e, 71e), Roudoï (14e), Simplikevitch (16e), Kouchnariov (34e), Orlov (48e), Gachechiladze (67e), Morozov (75e) Transformation(s) : 3 Kouchnariov (16e, 34e), Mikhaltsov (75e) | Stade Maurizio Quaggia, Mogliano 800 spectateurs Arbitre : Frank Murphy |
| 1er avril 2017 14 h 30 |                                     |                 | | Stade Maurizio Quaggia, Mogliano 800 spectateurs Arbitre : Frank Murphy |

#### Matchs retour
| 22 avril 2017 13 h 00 | Timișoara Saracens                                                                                                  | 18 - 27 (8 - 14) | Krasny Iar | Stade Dan-Păltinișanu, Timișoara Arbitre : Mike Adamson |
| 22 avril 2017 13 h 00 | Essai(s) : 2 Simionescu (40e+7), Fercu (73e), Transformation(s) : 1 Conache (73e) Pénalité(s) : 2 Conache (7e, 55e) |                  | Essai(s) : 3 Pruidze (23e, 37e), Galinovski (67e) Transformation(s) : 3 Malaguradze (23e, 37e, 67e) Pénalité(s) : 2 Malaguradze (46e, 63e) Carton(s) jaune(s) : 2 Fukofuka (40e+2), Pruidze (40e+6) | Stade Dan-Păltinișanu, Timișoara Arbitre : Mike Adamson |
| 22 avril 2017 13 h 00 | |                  | | Stade Dan-Păltinișanu, Timișoara Arbitre : Mike Adamson |

| 22 avril 2017 13 h 00 | Ienisseï-STM | 51 - 7 (31 - 0) | Mogliano SSD                                                    | Slava Stadium, Moscou 500 spectateurs Arbitre : Dan Jones |
| 22 avril 2017 13 h 00 | Essai(s) : 9 Roudoï (7e), Mikhaltsov (14e), Magomedov (21e), Kouchnariov (23e), Orlov (36e), Boudytchenko (43e, 56e, 71e), Saulīte (79e) Transformation(s) : 3 Kushnarev (8e, 15e, 37e) Carton(s) jaune(s) : 2 Kourachov (46e), Guerassimov (65e) |                 | Essai(s) : 1 Corazzi (75e) Transformation(s) : 1 Giabardo (75e) | Slava Stadium, Moscou 500 spectateurs Arbitre : Dan Jones |
| 22 avril 2017 13 h 00 | |                 |                                                                 | Slava Stadium, Moscou 500 spectateurs Arbitre : Dan Jones |

### Finale
| 12 mai 2017 13 h 00 | Ienisseï-STM | 36 - 8 (16 - 8) | Krasny Iar                                                                                             | Murrayfield Stadium, Edimbourg Arbitre : Mike Adamson |
| 12 mai 2017 13 h 00 | Essai(s) : 3 Roudoï (10e, 75e), Gargalic (59e) Transformation(s) : 1 Kouchnariov (11e, 61e, 76e) Pénalité(s) : 4 Kushnarev (19e, 29e, 36e, 50e) Drop(s) : 1 Gaïssine (69e) |                 | Essai(s) : 1 Kolomiïtsev (15e) Pénalité(s) : 1 Malaguradze (13e) Carton(s) jaune(s) : 1 Apikotoa (49e) | Murrayfield Stadium, Edimbourg Arbitre : Mike Adamson |
| 12 mai 2017 13 h 00 | |                 | | Murrayfield Stadium, Edimbourg Arbitre : Mike Adamson |

## Statistiques

### Meilleurs réalisateurs
| Rang | Joueur             | Club            | Points | Essais | Transf. | Pén. | Drops |
| ---- | ------------------ | --------------- | ------ | ------ | ------- | ---- | ----- |
| 1    | Lasha Malaguradze  | Krasny Iar      | 69     | 1      | 17      | 10   | 0     |
| 2    | Miah Nikora        | Petrarca Padoue | 42     | 1      | 14      | 3    | 0     |
| 3    | Iouri Kouchnariov  | Ienisseï-STM    | 38     | 2      | 8       | 4    | 0     |
| 4    | Antonio Giabardo   | Mogliano SSD    | 28     | 2      | 6       | 2    | 0     |
| 5    | Alberto Chiesa     | Rugby Calvisano | 23     | 2      | 5       | 0    | 1     |
| 6    | Giovanni Benvenuti | Mogliano SSD    | 20     | 4      | 0       | 0    | 0     |
| -    | Oleg Prepeliţă     | Krasny Iar      | 20     | 4      | 0       | 0    | 0     |
| -    | Sione Fukofuka     | Krasny Iar      | 20     | 4      | 0       | 0    | 0     |
| -    | Anton Roudoï       | Ienisseï-STM    | 20     | 4      | 0       | 0    | 0     |
| -    | Alistair Ledingham | Dendermonde RC  | 20     | 2      | 2       | 2    | 0     |
| -    | Stefan Basson      | Rovigo          | 20     | 2      | 2       | 2    | 0     |

### Meilleurs marqueurs
| Rang | Joueur                 | Club         | Essais |
| ---- | ---------------------- | ------------ | ------ |
| 1    | Giovanni Benvenuti     | Mogliano SSD | 4      |
| -    | Oleg Prepeliţă         | Krasny Iar   | 4      |
| -    | Sione Fukofuka         | Krasny Iar   | 4      |
| -    | Anton Roudoï           | Ienisseï-STM | 4      |
| 4    | Jean-Yves Zebango      | El Salvador  | 3      |
| -    | Rouchan Iagoudine      | Krasny Iar   | 3      |
| -    | Mattia D'Anna          | Mogliano SSD | 3      |
| -    | Vassili Artemiev       | Krasny Iar   | 3      |
| -    | Lorenzo Masato         | Mogliano SSD | 3      |
| -    | Alexeï Mikhaltsov      | Ienisseï-STM | 3      |
| -    | Alexandre Boudytchenko | Ienisseï-STM | 3      |